# Zoran Lončar
Zoran Lončar (en serbe cyrillique : Зоран Лончар ; né le 12 novembre 1965 à Novi Sad) est un homme politique serbe. Membre du Parti démocrate de Serbie (DSS), il est ministre de l'Administration publique et de l'Autonomie locale dans le premier gouvernement dirigé par Vojislav Koštunica. Du 15 mai 2007 au 7 juillet 2008, il est ministre de l'Éducation dans le second gouvernement Koštunica.

## Biographie
Zoran Lončar obtient un doctorat en droit. En 2000, il rejoint le Parti démocrate de Serbie. Il est conseiller dans les commissions qui rédigent la Charte constitutionnelle de Serbie-et-Monténégro et la Constitution serbe de 2006.
Zoran Lončar est marié et père de deux enfants.